# 4:50 fra Paddington
4.50 fra Paddington er en krimi af Agatha Christie. Den blev første gang offentliggjort i Storbritannien af Collins Crime Club den 4. november 1957 og i USA af Dodd, Mead and Company samme måned med titlen "Hvad Mrs McGillicuddy Så!". Den britiske udgave solgtes for tolv shilling og seks pence og den amerikanske udgave for $2,95. En billigsbogudgave fra 1963 havde den ændrede titel "Murder, she said", så den svarede til titlen på den filmudgave, som blev udsendt med Margaret Rutherford i hovedrollen i 1961. Den første danske udgave blev udsendt i 1959. 

## Handling
Elspeth McGillicuddy er kommet fra Skotland for at besøge sin gamle ven, Jane Marple. I toget fra London ser hun en kvinde blive kvalt i et forbikørende tog. Kun Miss Marple tror på hendes historie, selv om der ikke er tegn på en forbrydelse i toget. Den første opgave er at finde ud af, hvad der blev af liget. Sammenligning af omstændighederne ved drabet med køreplanen og den lokale topografi fører til, at Rutherford Hall må være det eneste sted, hvor liget kan være skaffet af vejen. Rutherford Hall ligger helt isoleret. 
Miss Marple opsøger en bekendt Lucy Eyelesbarrow, der er husbestyrerinde og berømt for effektivitet og organisatoriske færdigheder. Hun accepterer at søge en stilling på Rutherford Hall, og jagten er i gang. 
Rutherford Hall blev bygget af Josiah Crackenthorpe, som tjente en formue på kiks. Hans søn, Luther, der er en halv-invalid enkemand, var en ødeland i sin ungdom. For at bevare familieformuen testamenterede Josiah største delen af den til børnebørnene. Luther arvede kun en bolig og en fast indkomst resten af livet. De arvede ligeligt, men kun hvis de overlevede faderen. 
To af Luther Crackenthorpes børn Edmund og Edith døde under Anden Verdenskrig. Arvingerne er: Cedric, der bor på Ibiza og er kunstmaler og som elsker kvinder; Harold, en kold og beklumret bankmand med en skjult lidenskab for ballet; Alfred, familiens sorte får og kendt for sine lyssky forretninger. Emma Crackenthorpe ergammeljomfru og bor hjemme og tager sig af Luther. Brødrene er på julebesøg sammen med Ediths enkemand, Brian Eastley, og deres søn Alexander, der har medbragt sin ven, James Stoddart-Vest. En hyppig besøgende på Rutherford Hall er lægen John Quimper, der tilser Luther og har et godt øje til Emma. 
Lucy bruger golftræning som undskyldning for at strejfe rundt i området. Hun finder den kvalte kvinde i en sarkofag i de gamle stalde blandt Luthers samling af tvivlsomme antikviteter. Men hvem er offeret? 
Politiet identificerer offerets tøj som fransk. Emma afslører, at hun har modtaget et brev fra den franske Martine, der hævder at være blevet gift med Edmund lige før hans død i krigen. Brevet forklarer, at Martine var gravid, da Edmund døde, og at hun nu ønsker, at deres søn skal have alle de fordele, som hans afstamning berettiger ham til. Politiet konkluderer, at liget i sarkofagen er Martine.
Nu kommer der arsenik i Lucys karryret. Hele familien bliver syg, og Alfred dør. Hjemme i London modtager Harold nogle tabletter, der lader til at være af samme slags som de sovepiller, der er ordineret ham af dr. Quimper. De viser sig at være forgiftede, og Harold dør. Én efter én forsvinder Josiahs arvinger. 
Lucy arrangerer et besøg på Crackenthorpe Hall for Miss Marple, og fru McGillicuddy er inviteret med fra Skotland. Hun er instrueret om at bede om at låne toilettet, så snart de ankommer, men har ikke fået at vide hvorfor. 
Miss Marple er begyndt at spise en fiskesandwich, da hun får en noget i halsen. Et fiskeben. Dr. Quimper går hen til hende for at hjælpe hende. Fru McGillicuddy ser ind i stuen, idet lægens hænder er på Miss Marples hals og skriger: "Det er ham! Det er manden i toget!" Miss Marple havde sluttet, at den usædvanlige vinkel og de dårlige lysforhold i toget havde fået hendes veninde til at give en upræcis beskrivelse af morderens højde og hårfarve, og havde korrekt konkluderet, at hendes veninde ville genkende  morderen, hvis hun så ham igen i en lignende situation. 
Det fremgår, at den myrdede kvinde var blevet gift med Quimper mange år tidligere. De var separeret, men hun var katolik og ville ikke acceptere en skilsmisse. Han myrdede hende, så han kunne gifte sig med Emma og arve Josiahs formue efter at han havde fjernet de øvrige arvinger.

## Personer i "4.50 fra Paddington"
- Jane Marple – detektiv, hovedpersonen.
- Lucy Eyelesbarrow – frøken Marples agent på herregården, fungerer som husbestyrerinde-spion
- Elspeth McGillicuddy – vidne til mordet, en ven af Miss Marple
- Luther Crackenthorpe – ældre enkemand og ejer af Rutherford Hall
- Cedric Crackenthorpe – Luthers søn; maler og elsker af kvinder
- Harold Crackenthorpe – Luthers søn; en kold og beklumret bankmand
- Alfred Crackenthorpe – Luthers søn; han lever som en slags snobbet fidusmager
- Emma Crackenthorpe – Luthers datter der bor hjemme og tager sig af ham
- Brian Eastley  – Edith Crackenthorpes mand, Luthers svigersøn
- Alexander Eastley  – Edith & Brians teenagesøn
- John Quimper – Luthers læge
- Dermot Craddock – detektiv inspektør fra Scotland Yard (og gudsøn af Sir Henry Clithering fra Invitation til mord og Miss Marple rammer Plet)